# Nagyságrendek listája (hosszúság)
| Nagyságrend | Hossz SI-prefixummal                 | Tétel hossza                                                              | Tétel |
| ----------- | ------------------------------------ | ------------------------------------------------------------------------- | --- |
| 10−35 m     |                                      | 1,6·10−35 m                                                               | Planck-hossz: ennél kisebb hosszúságnak a fizika mai állása szerint nincs értelme                                             |
| . . .       |                                      |                                                                           | |
| 10−24 m     | 1 trilliárdod mm = 1 joktométer (ym) |                                                                           | |
| 10−21 m     | 1 trilliomod mm = 1 zeptométer (zm)  |                                                                           | |
| 10−18 m     | 1 billiárdod mm = 1 attométer (am)   |                                                                           | egy kvark mérete, az elektron sugara                                                                                          |
| 10−18 m     | 1 billiárdod mm = 1 attométer (am)   | a gravitációs hullámok érzékelésére kifejlesztett detektorok érzékenysége | |
| 10−15 m     | 1 billiomod mm = 1 femtométer (fm)   |                                                                           | egy proton mérete |
| 10−15 m     | 1 billiomod mm = 1 femtométer (fm)   | klasszikus elektronsugár                                                  | |
| 10−14 m     | 10 fm                                |                                                                           | az atommag nagyságrendje |
| 10−14 m     | 10 fm                                | a gyenge kölcsönhatás hatótávolsága                                       | |
| 10-13 m     | 100 fm                               |                                                                           | az elektron Compton-hullámhossza                                                                                              |
| 10-12 m     | 1 milliárdod mm = 1 pikométer (pm)   |                                                                           | az atommagok távolsága egy fehér törpében                                                                                     |
| 10-12 m     | 1 milliárdod mm = 1 pikométer (pm)   | a gamma-sugarak hullámhossza                                              | |
| 10-12 m     | 1 milliárdod mm = 1 pikométer (pm)   | 5 pm                                                                      | a legrövidebb röntgensugarak hullámhossza                                                                                     |
| 10-11 m     | 10 pm                                | 25 pm                                                                     | egy hidrogénatom sugara |
| 10-11 m     | 10 pm                                | 31 pm                                                                     | egy héliumatom sugara |
| 10-10 m     | 100 pm                               |                                                                           | a röntgensugarak hullámhossza                                                                                                 |
| 10-10 m     | 100 pm                               | 100 pm                                                                    | 1 ångström |
| 10-10 m     | 100 pm                               | 100 pm (0,1 nm)                                                           | egy kénatom kovalens sugara                                                                                                   |
| 10-10 m     | 100 pm                               | 126 pm (0,126 nm)                                                         | egy ruténiumatom kovalens sugara                                                                                              |
| 10-10 m     | 100 pm                               | 135 pm (0,135 nm)                                                         | egy technéciumatom kovalens sugara                                                                                            |
| 10-10 m     | 100 pm                               | 153 pm (0,153 nm)                                                         | egy ezüstatom kovalens sugara                                                                                                 |
| 10-10 m     | 100 pm                               | 154 pm (0,154 nm)                                                         | egy tipikus kovalens kötés (C-C) hossza                                                                                       |
| 10-10 m     | 100 pm                               | 155 pm (0,155 nm)                                                         | egy cirkóniumatom kovalens sugara                                                                                             |
| 10-10 m     | 100 pm                               | 175 pm (0,175 nm)                                                         | egy túliumatom kovalens sugara                                                                                                |
| 10-10 m     | 100 pm                               | 225 pm (0,225 nm)                                                         | egy céziumatom kovalens sugara                                                                                                |
| 10-10 m     | 100 pm                               | 500 pm (0,50 nm)                                                          | a fehérje α-hélixének szélessége                                                                                              |
| 10-9 m      | 1 milliomod mm = 1 nanométer (nm)    | 2 nm                                                                      | a DNS-hélix átmérője |
| 10-8 m      | 10 nm                                | 20 nm                                                                     | egy baktérium ostorának vastagsága                                                                                            |
| 10-8 m      | 10 nm                                | 40 nm                                                                     | az extrém ultraibolya fény hullámhossza                                                                                       |
| 10-8 m      | 10 nm                                | 90 nm                                                                     | az emberi immunhiány szindróma vírusa (HIV) (a vírusok mérete általában 20 nm és 450 nm közt változik)                        |
| 10-8 m      | 10 nm                                | 100 nm                                                                    | a fafüstben lévő részecskék 90%-a kisebb ennél                                                                                |
| 10-7 m      | 100 nm                               |                                                                           | a kromoszómák mérete |
| 10-7 m      | 100 nm                               | 100 nm                                                                    | a legnagyobb részecske mérete, amely átjuthat egy sebészmaszkon                                                               |
| 10-7 m      | 100 nm                               | 120 nm                                                                    | a legnagyobb részecske mérete, amely átjuthat egy ULPA szűrőn                                                                 |
| 10-7 m      | 100 nm                               | 280 nm                                                                    | a közeli ultraibolya hullámhossza                                                                                             |
| 10-7 m      | 100 nm                               | 300 nm                                                                    | a legnagyobb részecske mérete, amely átjuthat egy HEPA szűrőn                                                                 |
| 10-7 m      | 100 nm                               | 380–430 nm                                                                | az ibolyaszínű fény hullámhossza – lásd szín és optikai spektrum                                                              |
| 10-7 m      | 100 nm                               | 430–450 nm                                                                | az indigószínű fény hullámhossza                                                                                              |
| 10-7 m      | 100 nm                               | 450–500 nm                                                                | a kék fény hullámhossza |
| 10-7 m      | 100 nm                               | 500–520 nm                                                                | a ciánszínű fény hullámhossza                                                                                                 |
| 10-7 m      | 100 nm                               | 520–565 nm                                                                | a zöld fény hullámhossza |
| 10-7 m      | 100 nm                               | 565–590 nm                                                                | a sárga fény hullámhossza |
| 10-7 m      | 100 nm                               | 590–625 nm                                                                | a narancsszínű fény hullámhossza                                                                                              |
| 10-7 m      | 100 nm                               | 625–740 nm                                                                | a vörös fény hullámhossza |
| 10-6 m      | 1 ezred mm = 1 mikrométer (µm)       | 1–10 µm                                                                   | egy tipikus baktérium átmérője                                                                                                |
| 10-6 m      | 1 ezred mm = 1 mikrométer (µm)       | 1,55 µm                                                                   | az optikai szálban használt fény hullámhossza                                                                                 |
| 10-6 m      | 1 ezred mm = 1 mikrométer (µm)       | 6–8 µm                                                                    | egy emberi vörösvérsejt átmérője                                                                                              |
| 10-6 m      | 1 ezred mm = 1 mikrométer (µm)       | 6 µm                                                                      | anthraxspóra |
| 10-6 m      | 1 ezred mm = 1 mikrométer (µm)       | 7 µm                                                                      | a pókháló fonalának szélessége                                                                                                |
| 10-6 m      | 1 ezred mm = 1 mikrométer (µm)       | 7 µm                                                                      | egy tipikus eukarióta sejt magjának átmérője                                                                                  |
| 10-5 m      | 10 µm                                | 10 µm                                                                     | a ködben és a felhőkben lévő vízcseppecskék tipikus mérete                                                                    |
| 10-5 m      | 10 µm                                | 10 µm                                                                     | egy gyapotszál szélessége |
| 10-5 m      | 10 µm                                | 10,6 µm                                                                   | a szén-dioxid-lézer által kibocsátott fény hullámhossza                                                                       |
| 10-5 m      | 10 µm                                | 12 µm                                                                     | egy akrilszál szélessége |
| 10-5 m      | 10 µm                                | 13 µm                                                                     | egy nejlonszál szélessége |
| 10-5 m      | 10 µm                                | 14 µm                                                                     | egy poliészterszál szélessége                                                                                                 |
| 10-5 m      | 10 µm                                | 15 µm                                                                     | egy selyemszál szélessége |
| 10-5 m      | 10 µm                                | 17 µm                                                                     | a poratka ürüléke |
| 10-5 m      | 10 µm                                | 20 µm                                                                     | egy gyapjúszál szélessége |
| 10-5 m      | 10 µm                                | 25,4 µm                                                                   | 1/1000 hüvelyk, más néven 1 mil                                                                                               |
| 10-5 m      | 10 µm                                | 40 µm                                                                     | az emberi ujjbegy és az azonos érzékenységű robotkéz felbontása                                                               |
| 10-5 m      | 10 µm                                | 50 µm                                                                     | az Euglena gracilis, egy ostoros egysejtű tipikus hossza                                                                      |
| 10-5 m      | 10 µm                                | 80 µm                                                                     | egy emberi hajszál átlagos szélessége (18 és 180 µm között változhat)                                                         |
| 10-4 m      | 100 µm                               | 100 µm                                                                    | A legkisebb dolog, amely látható az emberi szem számára.[forrás?]                                                             |
| 10-4 m      | 100 µm                               | 125 µm                                                                    | poratka |
| 10-4 m      | 100 µm                               | 200 µm                                                                    | a papucsállatka, egy csillószőrös egysejtű tipikus hossza                                                                     |
| 10-4 m      | 100 µm                               | 300 µm                                                                    | a Thiomargarita namibiensis, a valaha felfedezett legnagyobb baktérium átmérője                                               |
| 10-4 m      | 100 µm                               | 500 µm                                                                    | az MEMS mikromotor |
| 10-4 m      | 100 µm                               | 500 µm                                                                    | egy emberi petesejt átmérője                                                                                                  |
| 10-4 m      | 100 µm                               | 500 µm                                                                    | az óriás amőba nevű egysejtű tipikus hossza                                                                                   |
| 10-3 m      | 1 milliméter (mm)                    | 2,54 mm                                                                   | a régi két tűsoros (DIP) alkatrészek tűinek távolsága                                                                         |
| 10-3 m      | 1 milliméter (mm)                    | 5 mm                                                                      | egy átlagos vöröshangya hossza                                                                                                |
| 10-3 m      | 1 milliméter (mm)                    | 7,62 mm                                                                   | számos hadi fegyver kalibere                                                                                                  |
| 10-2 m      | 1 centiméter (cm)                    | 1,5 cm                                                                    | egy nagyobb szúnyog mérete |
| 10-2 m      | 1 centiméter (cm)                    | 2,54 cm                                                                   | 1 hüvelyk |
| 10-2 m      | 1 centiméter (cm)                    | 3,1 cm                                                                    | 1 attoparszek (10−18 parszek)                                                                                                 |
| 10-2 m      | 1 centiméter (cm)                    | 4,267 cm                                                                  | egy golflabda átmérője |
| 10-1 m      | 1 deciméter (dm)                     | 10 cm                                                                     | a legnagyobb UHF-rádiófrekvencia, a 3 GHz-es hullámhossza                                                                     |
| 10-1 m      | 1 deciméter (dm)                     | 10 cm                                                                     | a méhnyak átmérője a születés második szakaszának kezdetén                                                                    |
| 10-1 m      | 1 deciméter (dm)                     | 12 cm                                                                     | a 2,45 GHz-es ISM rádiósáv hullámhossza                                                                                       |
| 10-1 m      | 1 deciméter (dm)                     | 15 cm                                                                     | egy lilliputi mérete a Gulliver utazásaiban                                                                                   |
| 10-1 m      | 1 deciméter (dm)                     | 30,48 cm                                                                  | 1 láb |
| 10-1 m      | 1 deciméter (dm)                     | 50–65 cm                                                                  | a fehérorrú koati farka |
| 10-1 m      | 1 deciméter (dm)                     | 66 cm                                                                     | a leghosszabb fenyőtoboz, a cukorfenyő tobozának hossza                                                                       |
| 10-1 m      | 1 deciméter (dm)                     | 89 cm                                                                     | egy hobbit átlagos felnőtt magassága                                                                                          |
| 10-1 m      | 1 deciméter (dm)                     | 91 cm                                                                     | 1 yard |
| 1 m         | 1 méter                              | 1 m                                                                       | a legalacsonyabb UHF és a legmagasabb VHF rádiófrekvencia, 300 MHz hullámhossza                                               |
| 1 m         | 1 méter                              | 1,435 m                                                                   | normál nyomtávolságú vasúti sínpár                                                                                            |
| 1 m         | 1 méter                              | 1,7 m                                                                     | egy átlagember magassága |
| 1 m         | 1 méter                              | 2,77–3,44 m                                                               | a rádió URH-CCIR sávjának hullámhossza (Ezt a frekvenciasávot -teljesen helytelenül- FM-sávként aposztrofálják.) 87,5–108 MHz |
| 1 m         | 1 méter                              | 3,048 m (10 láb)                                                          | a kosár magassága a kosárlabdában                                                                                             |
| 1 m         | 1 méter                              | 5,5 m                                                                     | a legmagasabb állat, a zsiráf magassága                                                                                       |
| 10 m        | 1 dekaméter (dam)                    | 10 m                                                                      | a legalacsonyabb VHF- és a legmagasabb rövidhullámú rádiófrekvencia hullámhossza, 30 MHz                                      |
| 10 m        | 1 dekaméter (dam)                    | 21 m                                                                      | a High Force vízesés magassága Angliában                                                                                      |
| 10 m        | 1 dekaméter (dam)                    | 23 m                                                                      | a párizsi Place de la Concorde obeliszkjének magassága                                                                        |
| 10 m        | 1 dekaméter (dam)                    | 25 m                                                                      | a rádió 12 MHz-es rövidhullámú sávjának hullámhossza                                                                          |
| 10 m        | 1 dekaméter (dam)                    | 30 m                                                                      | a kék bálna, a legnagyobb állat hossza                                                                                        |
| 10 m        | 1 dekaméter (dam)                    | 31 m                                                                      | a rádió 9,7 MHz-es rövidhullámú sávjának hullámhossza                                                                         |
| 10 m        | 1 dekaméter (dam)                    | 32 m                                                                      | átlagos tízemeletes panelház magassága                                                                                        |
| 10 m        | 1 dekaméter (dam)                    | 40 m                                                                      | a Csatorna-alagút alatti átlagos mélység                                                                                      |
| 10 m        | 1 dekaméter (dam)                    | 49 m                                                                      | egy amerikaifutball-pálya szélessége                                                                                          |
| 10 m        | 1 dekaméter (dam)                    | 49 m                                                                      | a rádió 6,1 MHz-es rövidhullámú sávjának hullámhossza                                                                         |
| 10 m        | 1 dekaméter (dam)                    | 52 m                                                                      | a Niagara-vízesés magassága                                                                                                   |
| 10 m        | 1 dekaméter (dam)                    | 55 m                                                                      | a pisai ferde torony magassága                                                                                                |
| 10 m        | 1 dekaméter (dam)                    | 62 m                                                                      | a Dzsószer-piramis magassága                                                                                                  |
| 10 m        | 1 dekaméter (dam)                    | 63 m                                                                      | húszemeletes panelházak átlagos magassága                                                                                     |
| 10 m        | 1 dekaméter (dam)                    | 70 m                                                                      | egy futballpálya szélessége                                                                                                   |
| 10 m        | 1 dekaméter (dam)                    | 91,44 m                                                                   | egy amerikaifutball-pálya hossza (100 yard, a gólvonalak közt mérve)                                                          |
| 100 m       | 1 hektométer (hm)                    | 100 m                                                                     | a legalacsonyabb rövidhullámú és a legmagasabb középhullámú rádiófrekvencia hullámhossza, 3 MHz                               |
| 100 m       | 1 hektométer (hm)                    | 100 m                                                                     | Az esztergomi Bazilika magassága az altemplomtól a kupolán lévő keresztig                                                     |
| 100 m       | 1 hektométer (hm)                    | 105 m                                                                     | egy futballpálya hossza |
| 100 m       | 1 hektométer (hm)                    | 109,73 m                                                                  | egy amerikaifutball-pálya teljes hossza (120 yard)                                                                            |
| 100 m       | 1 hektométer (hm)                    | 112,34 m                                                                  | a föld legmagasabb fája, a mamutfenyő magassága                                                                               |
| 100 m       | 1 hektométer (hm)                    | 137 m                                                                     | a gízai nagy piramis magassága                                                                                                |
| 100 m       | 1 hektométer (hm)                    | 147 m                                                                     | a gízai nagy piramis eredeti magassága                                                                                        |
| 100 m       | 1 hektométer (hm)                    | 187 m                                                                     | a rádió középhullámú (KH, MW) sávjának legkisebb hullámhossza, 1600 kHz                                                       |
| 100 m       | 1 hektométer (hm)                    | 235 m                                                                     | a Gellért-hegy tengerszint feletti magassága (relatív magassága 130 m)                                                        |
| 100 m       | 1 hektométer (hm)                    | 244 m                                                                     | az izraeli Ramat-Gan városkapu-épületének magassága                                                                           |
| 100 m       | 1 hektométer (hm)                    | 326 m                                                                     | az Eiffel-torony magassága |
| 100 m       | 1 hektométer (hm)                    | 340 m                                                                     | az a táv, amit a hang egy másodperc alatt megtesz a levegőben; lásd hangsebesség                                              |
| 100 m       | 1 hektométer (hm)                    | 400–500 m                                                                 | az elmúlt 70 év legmagasabb felhőkarcolóinak hozzávetőleges magassága                                                         |
| 100 m       | 1 hektométer (hm)                    | 509 m                                                                     | Taipei 101, a világ legmagasabb lakóépülete                                                                                   |
| 100 m       | 1 hektométer (hm)                    | 527 m                                                                     | Erzsébet-kilátó, János-hegy (Budapest legmagasabb pontja)                                                                     |
| 100 m       | 1 hektométer (hm)                    | 541 m (1776 láb, a függetlenségi nyilatkozat éve alapján)                 | a World Trade Center helyére tervezett Szabadság-torony magassága                                                             |
| 100 m       | 1 hektométer (hm)                    | 553,33 m                                                                  | a Kanadai Nemzeti Torony, a világ legmagasabb, támasz nélküli földi építményének magassága                                    |
| 100 m       | 1 hektométer (hm)                    | 555 m                                                                     | a rádió középhullámú (KH, MW) sávjának legnagyobb hullámhossza, 540 kHz                                                       |
| 100 m       | 1 hektométer (hm)                    | 647 m                                                                     | a varsói rádiótorony magassága; korábban a világ legmagasabb, ember által készített építménye volt, 1991-ben leomlott         |
| 1000 m      | 1 kilométer (km)                     | 1 km                                                                      | a legalacsonyabb középhullámú rádiófrekvencia, a 300 kHz-es hullámhossza                                                      |
| 1000 m      | 1 kilométer (km)                     | 1014 m                                                                    | Kékes tető, Magyarország legmagasabb pontja                                                                                   |
| 1000 m      | 1 kilométer (km)                     | 1609 m                                                                    | 1 nemzetközi mérföld |
| 1000 m      | 1 kilométer (km)                     | 1852 m                                                                    | 1 tengeri mérföld |
| 1000 m      | 1 kilométer (km)                     | 4478 m (14693 láb)                                                        | a Matterhorn magassága |
| 1000 m      | 1 kilométer (km)                     | 8848 m                                                                    | a legmagasabb hegycsúcs, a Mount Everest (Csomolungma) magassága                                                              |
| 10 000 m    | 10 km                                | 10 911 m                                                                  | a Mariana-árok, az óceán legmélyebb pontjának mélysége                                                                        |
| 10 000 m    | 10 km                                | 10 km                                                                     | 1 svéd mérföld |
| 10 000 m    | 10 km                                | 14 km                                                                     | a Balaton legnagyobb szélessége                                                                                               |
| 10 000 m    | 10 km                                | 33 km                                                                     | az La Manche csatorna legszűkebb része a Doveri-szorosnál                                                                     |
| 10 000 m    | 10 km                                | 77 km                                                                     | a Balaton hossza |
| 100 000 m   | 100 km                               | 111 km                                                                    | egy földi szélességi fok |
| 100 000 m   | 100 km                               | 119 km                                                                    | Budapest–Győr-távolság légvonalban                                                                                            |
| 100 000 m   | 100 km                               | 169 km                                                                    | Budapest–Szeged-távolság légvonalban                                                                                          |
| 100 000 m   | 100 km                               | 173 km                                                                    | Budapest–Miskolc-távolság légvonalban                                                                                         |
| 100 000 m   | 100 km                               | 179 km                                                                    | Budapest–Pozsony-távolság légvonalban                                                                                         |
| 100 000 m   | 100 km                               | 196 km                                                                    | Budapest–Pécs-távolság légvonalban                                                                                            |
| 100 000 m   | 100 km                               | 221 km                                                                    | Budapest–Debrecen-távolság légvonalban                                                                                        |
| 100 000 m   | 100 km                               | 233 km                                                                    | Budapest–Bécs-távolság légvonalban                                                                                            |
| 100 000 m   | 100 km                               | 268 km                                                                    | Magyarország legnagyobb kiterjedése észak-déli irányban                                                                       |
| 100 000 m   | 100 km                               | 295 km                                                                    | Budapest–Krakkó-távolság légvonalban                                                                                          |
| 100 000 m   | 100 km                               | 306 km                                                                    | Budapest–Belgrád-távolság légvonalban                                                                                         |
| 100 000 m   | 100 km                               | 393 km                                                                    | Budapest–Ljubljana-távolság légvonalban                                                                                       |
| 100 000 m   | 100 km                               | 417 km                                                                    | a Duna magyarországi szakaszának hossza                                                                                       |
| 100 000 m   | 100 km                               | 461 km                                                                    | Budapest–Prága-távolság légvonalban                                                                                           |
| 100 000 m   | 100 km                               | 528 km                                                                    | Magyarország legnagyobb kiterjedése kelet-nyugati irányban                                                                    |
| 100 000 m   | 100 km                               | 576 km                                                                    | Budapest–Velence-távolság légvonalban                                                                                         |
| 100 000 m   | 100 km                               | 588 km                                                                    | Budapest–Varsó-távolság légvonalban                                                                                           |
| 100 000 m   | 100 km                               | 598 km                                                                    | a Tisza magyarországi szakaszának hossza                                                                                      |
| 100 000 m   | 100 km                               | 706 km                                                                    | Budapest–Berlin-távolság légvonalban                                                                                          |
| 100 000 m   | 100 km                               | 811 km                                                                    | Budapest–Róma-távolság légvonalban                                                                                            |
| 100 000 m   | 100 km                               | 997 km                                                                    | Budapest–Luxembourg-távolság légvonalban                                                                                      |
| 106 m       | 1000 km = 1 megaméter (Mm)           | 1006 km                                                                   | Budapest–Malmö-távolság légvonalban                                                                                           |
| 106 m       | 1000 km = 1 megaméter (Mm)           | 1013 km                                                                   | Budapest–Genf-távolság légvonalban                                                                                            |
| 106 m       | 1000 km = 1 megaméter (Mm)           | 1022 km                                                                   | Budapest–Nizza-távolság légvonalban                                                                                           |
| 106 m       | 1000 km = 1 megaméter (Mm)           | 1030 km                                                                   | Budapest–Koppenhága-távolság légvonalban                                                                                      |
| 106 m       | 1000 km = 1 megaméter (Mm)           | 1051 km                                                                   | Budapest–Isztambul-távolság légvonalban                                                                                       |
| 106 m       | 1000 km = 1 megaméter (Mm)           | 1107 km                                                                   | Budapest–Athén-távolság légvonalban                                                                                           |
| 106 m       | 1000 km = 1 megaméter (Mm)           | 1166 km                                                                   | Budapest–Amszterdam-távolság légvonalban                                                                                      |
| 106 m       | 1000 km = 1 megaméter (Mm)           | 1266 km                                                                   | Budapest–Párizs-távolság légvonalban                                                                                          |
| 106 m       | 1000 km = 1 megaméter (Mm)           | 1333 km                                                                   | Budapest–Stockholm-távolság légvonalban                                                                                       |
| 106 m       | 1000 km = 1 megaméter (Mm)           | 1358 km                                                                   | a Tisza teljes hossza |
| 106 m       | 1000 km = 1 megaméter (Mm)           | 1470 km                                                                   | Budapest–London-távolság légvonalban                                                                                          |
| 106 m       | 1000 km = 1 megaméter (Mm)           | 1566 km                                                                   | Budapest–Moszkva-távolság légvonalban                                                                                         |
| 106 m       | 1000 km = 1 megaméter (Mm)           | 1991 km                                                                   | Budapest–Madrid-távolság légvonalban                                                                                          |
| 106 m       | 1000 km = 1 megaméter (Mm)           | 2242 km                                                                   | Magyarország határa |
| 106 m       | 1000 km = 1 megaméter (Mm)           | 2888 km                                                                   | a Duna teljes hossza |
| 106 m       | 1000 km = 1 megaméter (Mm)           | 3480 km                                                                   | a Hold átmérője |
| 106 m       | 1000 km = 1 megaméter (Mm)           | 4156 km                                                                   | New York–San Francisco-távolság légvonalban                                                                                   |
| 106 m       | 1000 km = 1 megaméter (Mm)           | 5662 km                                                                   | Budapest–Nairobi (Kenya)-távolság légvonalban                                                                                 |
| 106 m       | 1000 km = 1 megaméter (Mm)           | 6400 km                                                                   | a kínai nagy fal hossza |
| 106 m       | 1000 km = 1 megaméter (Mm)           | 6685 km                                                                   | A Nílus hossza (a Föld leghosszabb folyója)                                                                                   |
| 106 m       | 1000 km = 1 megaméter (Mm)           | 7043 km                                                                   | Budapest–New York-távolság légvonalban                                                                                        |
| 106 m       | 1000 km = 1 megaméter (Mm)           | 7348 km                                                                   | Budapest–Peking-távolság légvonalban                                                                                          |
| 106 m       | 1000 km = 1 megaméter (Mm)           | 7821 km                                                                   | a transzkanadai főút hossza                                                                                                   |
| 106 m       | 1000 km = 1 megaméter (Mm)           | 8233 km                                                                   | Budapest–Bangkok-távolság légvonalban                                                                                         |
| 106 m       | 1000 km = 1 megaméter (Mm)           | 9065 km                                                                   | Budapest–Tokió-távolság légvonalban                                                                                           |
| 106 m       | 1000 km = 1 megaméter (Mm)           | 9833 km                                                                   | Budapest–San Francisco-távolság légvonalban                                                                                   |
| 107 m       | 10 000 km                            | 12 756 km                                                                 | a Föld egyenlítői átmérője (a Föld sugara ennek fele)                                                                         |
| 107 m       | 10 000 km                            | 15 773 km                                                                 | Budapest–Sydney-távolság légvonalban                                                                                          |
| 107 m       | 10 000 km                            | 17 958 km                                                                 | Budapest–Wellington-távolság légvonalban (majdnem a Föld átellenben lévő pontja)                                              |
| 107 m       | 10 000 km                            | 40 075 km                                                                 | a Föld egyenlítőjének hossza (a Föld két bármely pontjának légvonalban mért távolsága legföljebb feleennyi lehet)             |
| 108 m       | 100 000 km                           | 142 984 km                                                                | a Jupiter átmérője |
| 108 m       | 100 000 km                           | 299 792 458 m ≈ 300 Mm                                                    | a fény által egy másodperc alatt megtett út (fénymásodperc)                                                                   |
| 108 m       | 100 000 km                           | 384 000 km = 384 Mm                                                       | a Hold keringési távolsága a Földtől                                                                                          |
| 109 m       | 1 millió km = 1 gigaméter (Gm)       | 1 390 000 km = 1,39 Gm                                                    | a Nap átmérője |
| 10 m        | 10 millió km                         | 18 millió km                                                              | a fény által egy perc alatt megtett út (fényperc)                                                                             |
| 1011 m      | 100 millió km                        | 150 millió km = 150 Gm                                                    | 1 csillagászati egység (CSE): a Föld és a Nap közötti átlagos távolság                                                        |
| 1012 m      | 1 milliárd km = 1 teraméter (Tm)     | 1,08·109 km = 1,08 Tm                                                     | a fény által egy óra alatt megtett út (fényóra)                                                                               |
| 1012 m      | 1 milliárd km = 1 teraméter (Tm)     | 1,4·109 km                                                                | a Szaturnusz keringési távolsága a Naptól                                                                                     |
| 1012 m      | 1 milliárd km = 1 teraméter (Tm)     | 5,9·109 km = 5,9 Tm                                                       | a Plútó keringési távolsága a Naptól                                                                                          |
| 1013 m      | 10 Tm                                | 14,2·109 km = 14,2 Tm                                                     | a Voyager–1 űrhajó távolsága a Naptól (2005 márciusa), mindeddig az ember által alkotott legtávolabbi objektum                |
| 1013 m      | 10 Tm                                | 25,9·109 km = 25,9 Tm                                                     | a fény által egy nap alatt megtett út (fénynap)                                                                               |
| 1014 m      | 100 Tm                               |                                                                           | |
| 1015 m      | 1 billió km = 1 petaméter (Pm)       | 9,46·1012 km = 9,46 Pm = 1 fényév                                         | a fény által egy év alatt megtett út                                                                                          |
| 1016 m      | 10 Pm                                | 3,2616 fényév = 3,08568·1016 m = 30,8568 Pm                               | 1 parszek |
| 1016 m      | 10 Pm                                | 4,22 fényév = 39,9 Pm                                                     | a legközelebbi csillag (a Proxima Centauri) távolsága                                                                         |
| 1017 m      | 100 Pm                               | 20,5 fényév = 194 Pm                                                      | a Gliese 581c, a Földhöz eddig legjobban hasonlító bolygó távolsága                                                           |
| 1018 m      | 1 billiárd km = 1 examéter (Em)      |                                                                           | |
| 1019 m      | 10 Em                                |                                                                           | |
| 1020 m      | 100 Em                               | 10 000 fényév                                                             | |
| 1021 m      | 1 trillió km = 1 zettaméter (Zm)     | 100 000 fényév                                                            | a Tejút galaxis galaxistányérjának átmérője                                                                                   |
| 1021 m      | 1 trillió km = 1 zettaméter (Zm)     | 52 kiloparszek = 1,6·1021 m = 1,6 Zm                                      | a Nagy Magellán-felhő távolsága (egy, a Tejút körül keringő törpegalaxis)                                                     |
| 1021 m      | 1 trillió km = 1 zettaméter (Zm)     | 54 kiloparszek = 1,66·1021 m = 1,66 Zm                                    | a Kis Magellán-felhő távolsága (egy másik törpegalaxis, amely a Tejút körül kering)                                           |
| 1022 m      | 10 Zm                                | 22,3 Zm (2,36 millió fényév = 725 kiloparszek = 22,3 Zm)                  | az Androméda-galaxis távolsága                                                                                                |
| 1022 m      | 10 Zm                                | 50 Zm (1,6 Mpc)                                                           | a Lokális Csoport átmérője |
| 1023 m      | 100 Zm                               | 300–600 Zm (10–20 megaparszek)                                            | a Virgo galaxishalmaz távolsága                                                                                               |
| 1024 m      | 1 trilliárd km = 1 jottaméter (Ym)   | 200 millió fényév (2 Ym, 60 megaparszek)                                  | a lokális szuperklaszter átmérője                                                                                             |
| 1024 m      | 1 trilliárd km = 1 jottaméter (Ym)   | 200 millió fényév (2 Ym, 60 megaparszek)                                  | a világegyetem (egyik) legnagyobb objektuma                                                                                   |
| 1024 m      | 1 trilliárd km = 1 jottaméter (Ym)   | 500 millió fényév (5 Ym, 150 megaparszek)                                 | a Nagy Fal, a világegyetemben eddig megfigyelt legnagyobb szuperstruktúra hossza                                              |
| 1025 m      | 10 Ym                                |                                                                           | |
| 1026 m      | 100 Ym                               | 10·109 fényév                                                             | egyes kvazárok becsült távolsága                                                                                              |
| 1026 m      | 100 Ym                               | 13,7·109 fényév = 1,3·1026 m = 130 Ym                                     | a kozmikus háttérsugárzás által az ősrobbanás óta megtett út                                                                  |

## Fordítás
- Ez a szócikk részben vagy egészben  az   Orders of magnitude (length) című angol Wikipédia-szócikk fordításán alapul.  Az eredeti cikk szerkesztőit annak laptörténete sorolja fel. Ez a jelzés csupán a megfogalmazás eredetét és a szerzői jogokat jelzi, nem szolgál a cikkben szereplő információk forrásmegjelöléseként.